# Паспорт гражданина Израиля
Изра́ильский па́спорт (ивр. דַּרְכּוֹן‎, дарко́н
— «путевой [документ]») — паспорт, документ международного формата, являющийся собственностью Государства Израиль и выдаваемый гражданину Израиля Министерством внутренних дел для подтверждения личности израильского гражданина за пределами Государства Израиль. Данный документ также подтверждает и даёт право его обладателю на защиту и помощь консульскими учреждениями Израиля за рубежом.
Согласно индексу визовых ограничений (на II квартал 2022 года), граждане Израиля могут посещать 159 стран и территорий без визы или оформляя визу по прибытии. Таким образом израильский паспорт занимает 24-е место в мире в списке свободы путешествий.
По состоянию на 1 января 2018 года, только граждане четырёх стран мира (Израиля, Чили, Южной Кореи и Гонконга) имеют право безвизового посещения всей территории Европы.
Гражданам Израиля разрешено иметь паспорта других стран, но по закону они обязаны предъявлять именно израильский паспорт при въезде или выезде из Израиля. Это правило официально вступило в силу в 2002 году.

## История
Государство Израиль начало выдавать первые паспорта в 1948 году после того, как провозгласило независимость 14 мая 1948 года. В этих паспортах все надписи делались на иврите и французском.
В первых израильских паспортах было ограничение: «Действительно для всех стран, кроме Германии». Граждане Израиля, которые хотели посетить Германию, должны были попросить удалить слова «кроме Германии» из их паспортов. Это делалось вручную, зачёркиванием этих слов. После подписания Соглашения о репарациях между ФРГ и Израилем в 1952 году ограничения были убраны из паспортов, и надпись приняла вид «Действительно для всех стран».
Вначале эти документы не являлись паспортами в полном смысле этого слова, а были так называемыми «проездными документами». Эта ситуация изменилась в 1952 году, когда Израиль изменил статус «проездного документа» на «паспорт». Паспорта начали выдавать в 1953 году. Первый такой документ был выдан Голде Меир, которая в то время работала в Еврейском Агентстве и позднее стала послом Государства Израиль в СССР.
30 марта 1980 года вступили в силу новые распоряжения МВД, согласно которым записи в паспортах проводились на иврите и английском языках, вместо иврита и французского.
В 2006 году израильские паспорта стали приниматься как удостоверения личности при голосовании на выборах в Израиле. До тех пор по закону разрешалось использовать только удостоверение личности «теудат-зеут».
Современные биометрические паспорта выдаются гражданам Государства Израиль с июня 2013 года. Это было сделано в следовании за стандартами США и стран ЕС — в частности, введение биометрических паспортов называлось как одно из условий для отмены виз в США для граждан Израиля, так как старые небиометрические паспорта практически не имели степеней защиты и могли быть очень легко подделаны. В начале проект был запущен в «пилотном» режиме для нескольких городов в центре страны. Граждане Израиля, обладавшие действующим заграничным паспортом, срок действия которого превышал 2 года, а также обладатели паспорта с 5-летним сроком годности, который мог быть продлён ещё на 5 лет, оформляли по своему желанию новый биометрический паспорт бесплатно. Для получения паспорта «гражданин обязан явиться в местный отдел МВД для фотографирования специальной камерой, которая запишет информацию, такую как структура костей лица, расстояние между глазами, ушами и глазами, соотношением сторон лица. Гражданин также оставит отпечатки своих пальцев, и вся эта информация будет записана на новом высокотехнологичном паспорте».
В начале марта 2017 года на голосование в Кнессет была вынесена законодательная инициатива, позволяющая новым репатриантам получать паспорт гражданина Израиля для международных поездок непосредственно после получения гражданства, без необходимости ждать год, как это было на протяжении последних 53 лет. В июне того же года инициатива была одобрена израильским парламентом и вступила в силу. Впоследствии это решение вновь было пересмотрено.

## Внешний вид
Внешне общегражданский израильский паспорт выглядит как тёмно-синяя книжечка, на обложке которой золотым тиснением написано «Государство Израиль» на иврите и английском, нанесён герб Израиля, написано слово «Паспорт» на иврите и английском, а также расположен символ биометрического паспорта. На всех страницах документа нарисована оливковая ветвь и семисвечник менора; они пронумерованы справа налево. В стандартном паспорте 32 страницы, в паспорте «бизнес» — 64 страницы.
Как правило первый паспорт выдается сроком действия на пять лет. Второй и последующий паспорта выдаются со сроком действия 10 лет. Срок действия может быть изменён в меньшую сторону в индивидуальном порядке по решению сотрудников МВД в случае, если ранее гражданин неоднократно заявлял о порче/утере паспорта и проч.
Все надписи в паспорте делаются на двух языках, иврите и английском. Так как на иврите пишут справа налево, паспорта открываются с правой стороны и читаются налево. Арабский язык не используется в израильских паспортах, несмотря на то, что это один из официальных языков Государства Израиль и он используется в удостоверении личности «теудат-зеуте».
При оформлении паспорта непосредственно при подаче документов на его оформление в МВД заявитель фотографируется на специальную биометрическую фотокамеру, а также оставляет отпечатки указательных пальцев обеих рук. Эти данные заносятся на чип, который вшит в обложку паспорта. В отличие от паспорта старого образца, страница с фотографией не заламинирована, а покрыта плёнкой с многочисленными голограммами, а также вытисненным на ней номером документа. Подпись владельца паспорта размещается непосредственно под фотографией его владельца. Паспорт имеет множество степеней защиты: на каждой странице по два водяных знака, металлическая нить, голограммы и проч.

## Содержание
Номер паспорта проперфорирован сквозь все его страницы, начиная с четвёртой страницы и включая заднюю обложку, около верхнего их края. Фронтальная обложка и страница с фотографией и данными владельца паспорта не перфорированы. Все записи в информационной странице паспорта делаются на иврите и на английском.

### Внутренняя сторона обложки
Оригинальный текст написан на иврите (читается справа налево) и на английском языке:

שר הפנים של מדינת ישראל מבקש בזה את כל הנוגעים בדבר להרשות לנושא דרכון זה לעבור ללא עיכוב והפרעה, ולהושיט את ההגנה והעזרה הדרושה במקרה הצורך.

The Minister of the Interior of the State of Israel hereby requests all those whom it may concern to allow the bearer of this passport to pass freely without let or hindrance and to afford him such assistance and protection as may be necessary.

Перевод на русский язык:

Министр внутренних дел Государства Израиль обращается ко всем заинтересованным лицам с просьбой обеспечить обладателю этого паспорта возможность пройти без задержек и препятствий, и предоставить требующуюся помощь и защиту в случае необходимости.

Под текстом напечатан герб Израиля, под ним надпись «Министр внутренних дел».

### Первая страница
На иврите и английском языках:
Государство Израиль

Паспорт

Гражданин Израиля

Данный паспорт содержит __ страниц

Номер паспорта

### Вторая страница. Информационная страница
На третьей странице паспорта, покрытой защитной плёнкой (с голограммами — оливковая ветвь справа и звезда Давида слева), напечатана биометрическая фотография владельца документа на светлом фоне и указаны следующие данные: подпись владельца паспорта (под фотографией), тип паспорта, код государства в соответствии со стандартом [ISO 3166-1](Alpha-3) — ISR, номер документа, фамилия, имя, гражданство, дата рождения, номер удостоверения личности, пол, место рождения, дата выдачи, дата окончания действия и местонахождение уполномоченной организации выдавшей паспорт. У всех новых биометрических паспортов «место выдачи» указывается одинаковое: «Иерусалим» (англ. Jerusalem, ивр. ירושלים‎). В нижней части информативной страницы нанесён машиносчитываемый код для сканирования при паспортном контроле.
На следующей после информативной страницы странице указывается полное имя личности, если оно не вмещается в формат информативной страницы или прошлое имя, если оно не внесено в скобке рядом с настоящим на информативной странице, имя и/или фамилия, данное при рождении (если были изменения). На этой же странице во всю её ширину напечатана биометрическая фотография владельца документа, видимая исключительно в УФ-свете.
- Для оформления последующего паспорта, обычно не требуется истечение большего срока действия предыдущего паспорта.
- По окончании оформления последующего паспорта, предыдущий паспорт возвращается гражданину с пометками об аннулировании. Таким образом возвращаются выданные и проставленные в паспорте визы, штампы о пересечении пограничных постов, отметки о консульском учёте гражданина за рубежом.

### Внутренняя сторона задней стороны обложки
Внутренняя сторона задней стороны обложки содержит краткую инструкцию на языке иврит, состоящую из 6 пронумерованных пунктов:
1. Этот паспорт является собственностью Государства Израиль и представляет собой ценный документ, требующий особенно бережного отношения к себе. Запрещено добавлять, стирать какую-либо информацию в паспорте, вырывать страницу или страницы из него, уничтожать или портить паспорт. Закон постановляет, что совершающий такое действие, а также тот, кто использует не в соответствии с законом не принадлежащий ему паспорт или позволяет другому человеку использовать свой паспорт не в соответствии с законом, совершает уголовное преступление и может быть наказан.
2. Гражданин Израиля, который также является иностранным гражданином и владельцем иностранного паспорта, обязан въезжать в Израиль и выезжать из него посредством паспорта гражданина Израиля или израильского Проездного документа.
3. В случае утери или кражи паспорта внутри страны, владелец паспорта должен незамедлительно сообщить об этом в бюро Управления делами населения по месту своего проживания. В случае потери или кражи паспорта за рубежом, следует известить об этом посольство или консульство Израиля, наиболее близкое к месту нахождения гражданина.
4. Должным образом оберегайте ваш паспорт от утери. При использовании держите его во внутреннем и безопасном кармане вашей одежды, а не в сумке или в автомобиле. При выезде за границу желательно обзавестись фотографией страницы с вашими личными данными.
5. Паспорт действителен для всех стран (если не указано иное) до даты, указанной на странице 2. После истечения срока действия, либо если паспорт заполнен или изношен, его следует заменить на новый.
6. Обратите свое внимание !!! Этот паспорт содержит чувствительные электронные схемы. Для оптимального функционирования этих схем не складывайте, не прокалывайте и/или не подвергайте паспорт воздействию высоких температур и/или чрезмерной влажности.

## Визовый режим и ограничения на использования паспорта

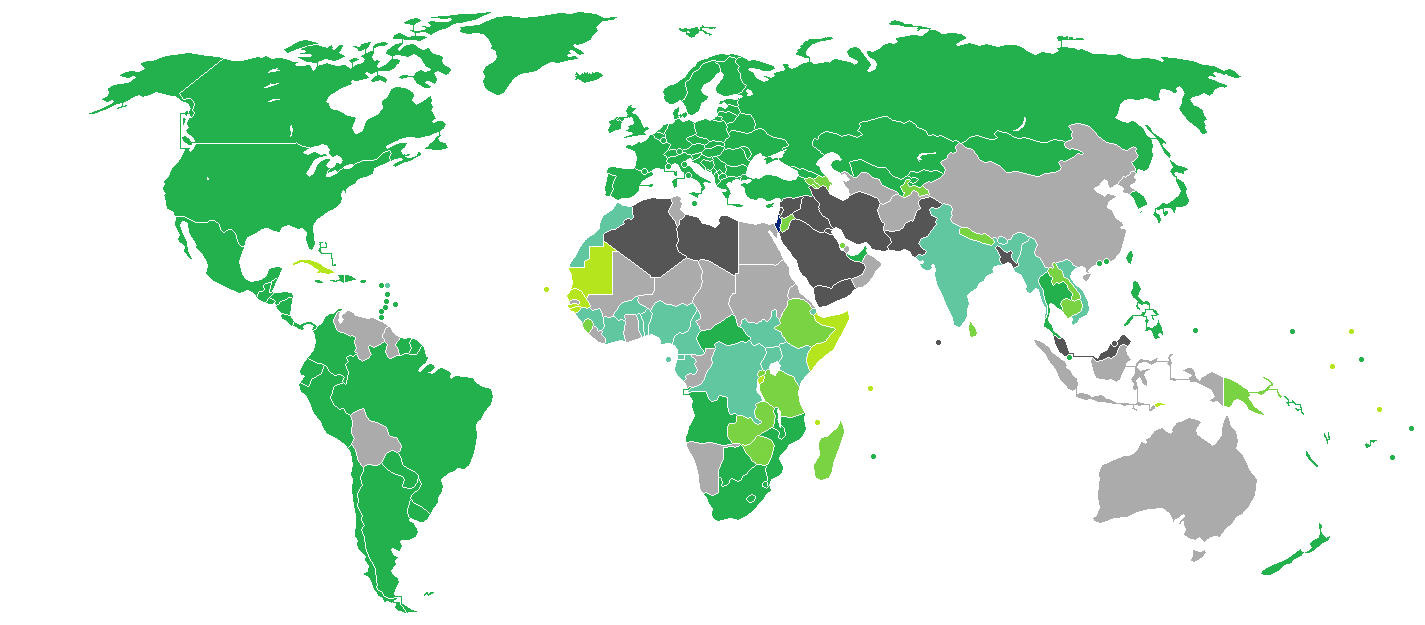
Государства и территории, не требующие предварительного оформления визовых формальностей для посещения обладателями израильских паспортов.
Государство Израиль
виза не требуется
виза выдаётся по прибытии или онлайн
электронная авторизация или eVisa
требуется предварительное получение визы
въезд запрещён

### Визовые требования
Согласно «Henley Visa Restrictions Index 2013» израильский паспорт на основании международных договоров или односторонних постановлений даёт его обладателю право на безвизовый въезд или получения визы по прибытии в 144 странах или территориях мира. Это ставит израильский паспорт на 20-е место в списке самых свободных для передвижения.

### Ограничения на использование паспорта, наложенные Израилем
Согласно законам Государства Израиль восемь стран — Иран, Пакистан, Ирак, Ливия, Ливан, Саудовская Аравия, Сирия и Йемен — являются «вражескими государствами» и гражданам Израиля не разрешено посещать их без специального разрешения, выданного МВД Израиля. Гражданин Израиля, который посетит любую из этих стран, используя израильский или любой другой находящийся в его распоряжении иностранный паспорт, может быть привлечён к ответственности по возвращении в Израиль. Изначально список «враждебных стран» был утверждён в 1954 году и был обновлён лишь однажды, 25 июля 2007 года, когда в него включили Иран. Две страны (Египет и Иордания), внесённые изначально в этот список, были из него исключены после заключения мирных договоров с Израилем.
Принятое правительством Израиля в 2008 году дополнение к «Закону о Гражданстве от 1952 года» обозначило девять стран, которые являются враждебными Израилю: Афганистан, Иран, Пакистан, Ирак, Ливан, Ливия, Судан, Сирия и Йемен, а также Сектор Газа. Получение гражданства одной из этих стран или постоянное проживание в любой из этих стран может привести к потере израильского гражданства.

### Страны, не признающие израильский паспорт
14 стран не признают израильские паспорта:
1. Алжир;
2. Бангладеш;
3. Бруней;
4. Иран;
5. Ирак (кроме Иракского Курдистана);
6. Йемен;
7. Кувейт;
8. Ливан;
9. Ливия;
10. Малайзия (необходимо оформление разрешения от МВД);
11. Оман;
12. Пакистан (необходимо оформление разрешения от министерства внутренней безопасности);
13. Саудовская Аравия (мусульмане могут посетить королевство с целью совершения хаджа в Мекку[12]);
14. Сирия.

В дополнение к этому, Иран, Кувейт, Ливан, Ливия, Саудовская Аравия, Сирия и Йемен не разрешают въезд на свою территорию людям, в чьих паспортах есть свидетельства посещения Израиля (в том числе и штампы наземных приграничных переходов Египта или Иордании на границе с Израилем), а также паспорта, в которых есть использованная или неиспользованная израильская виза или даже штамп об отказе в израильской визе.

## Проездной документ
Подобные документы выдаются лицам, у которых нет израильского или иностранного паспорта, что позволяет этим людям въезжать и выезжать из Израиля, а также посещать другие страны. Документ выдается в следующих случаях:
- резиденту не-гражданину, у которого нет другого паспорта, например, лицу без гражданства.
- гражданину Израиля взамен национального паспорта, например, в случае если паспорт был утерян за границей.
- иностранцам (Tami"l), находящимся в Израиле, для того, чтобы они могли покинуть страну, например, в случае депортации нелегальных иммигрантов, или иных иностранцев, которые должны покинуть страну, но по каким-либо причинам они не могут получить паспорт другой страны.

Поэтому обладатели подобных «проездных документов» не всегда могут воспользоваться теми же безвизовыми преимуществами, что и обладатели общегражданских паспортов. Использование «проездного документа» может не всегда означать разрешение его обладателю въехать в какую-либо страну или снова вернуться в Израиль.

### Проездной документ для иностранцев
Проездной документ (ивр. תעודת מעבר ישראלית לזרים‎, «Теуда́т маава́р исраэли́т ле-зари́м») может быть выдан арабским жителям восточного Иерусалима, у которых нет ни израильского, ни иорданского гражданства, а также не-израильским арабам, жителям Голанских Высот.

## Удостоверение личности
Для удостоверения личности гражданина Израиля в пределах Государства Израиля используется «теуда́т-зеу́т» (ивр. תעודת זהות‎ — удостоверение личности).

## Галерея

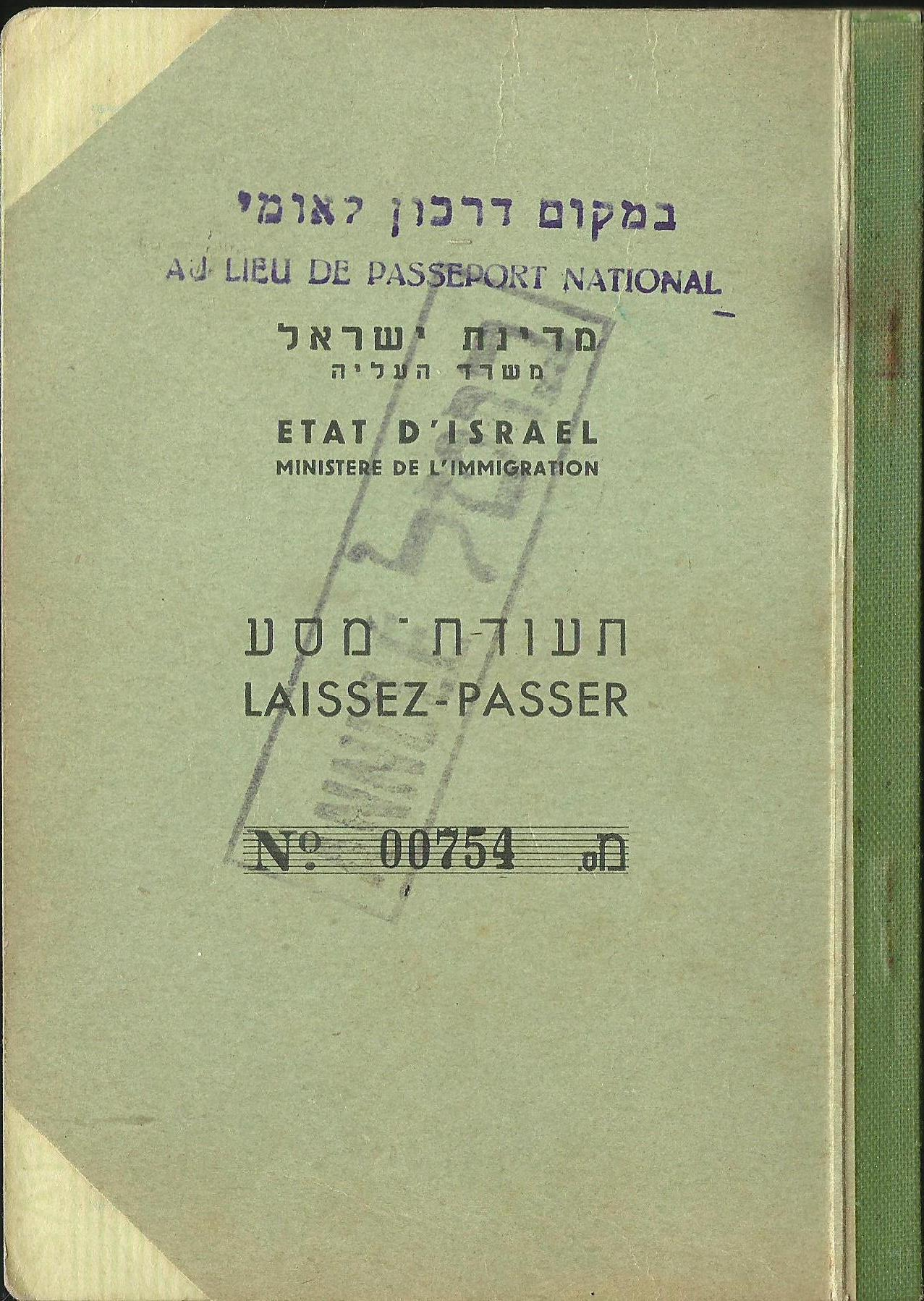
Израильский проездной документ, выданный в декабре 1948 года
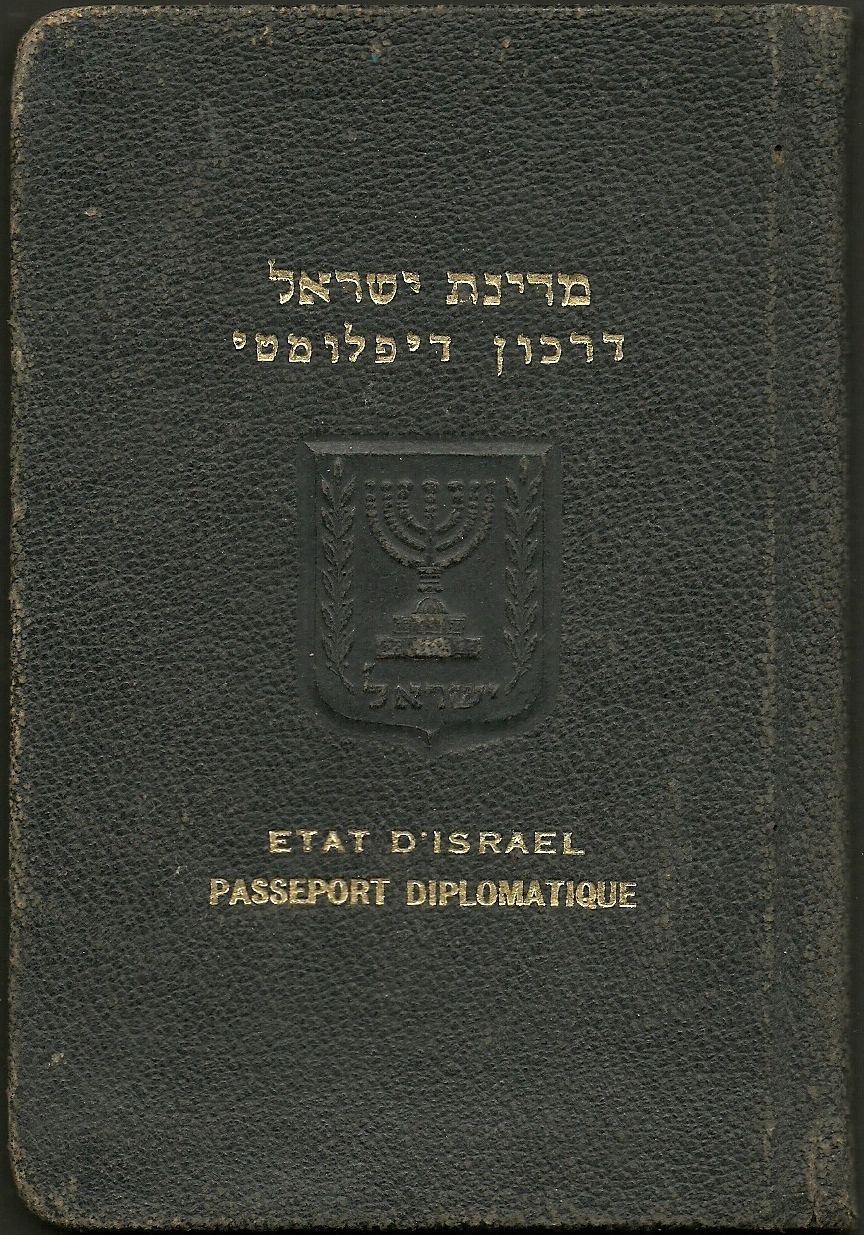
Израильский дипломатический паспорт, выданный в 1951 году
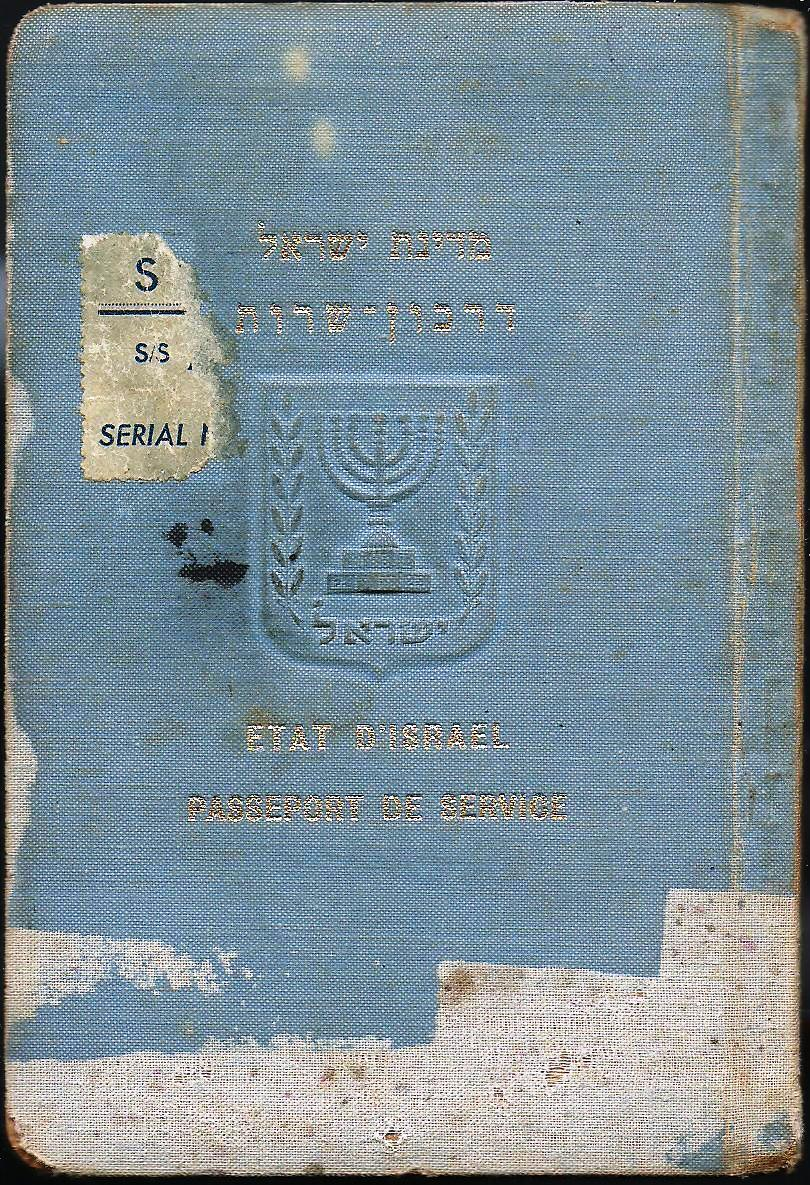
Израильский служебный паспорт, выданный в 1951 году
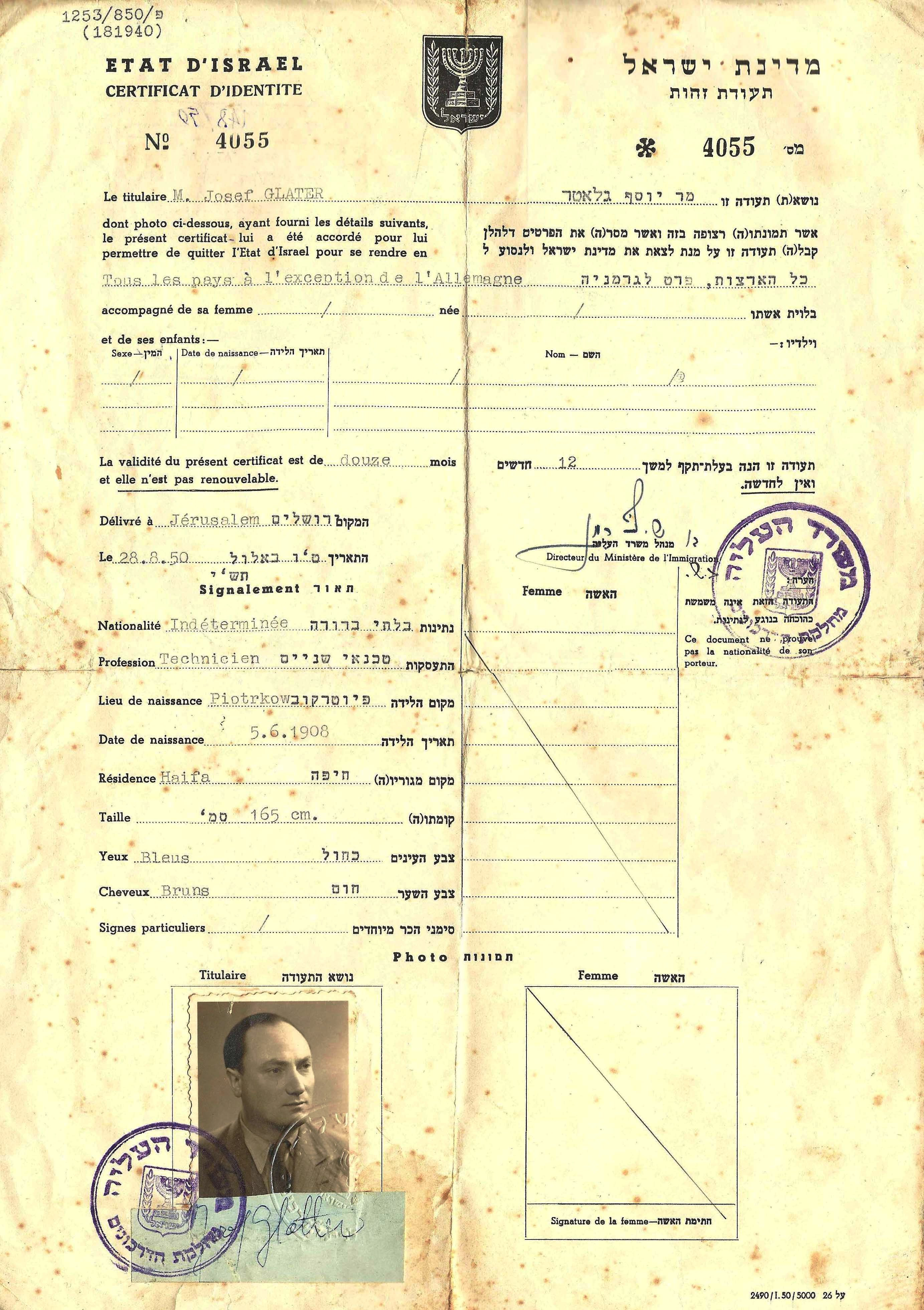
Израильское удостоверение личности для зарубежные поездок, выдаваемое тем, у кого нет официального паспорта, 1950 год
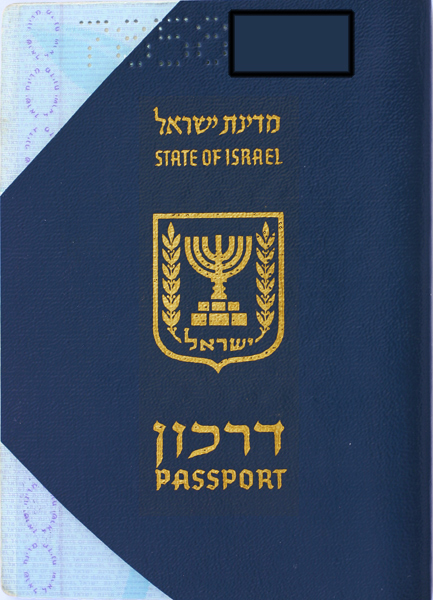
Израильский общегражданский не биометрический международный паспорт. Фронтальная обложка. Углы обложки обрезаны — документ аннулирован.
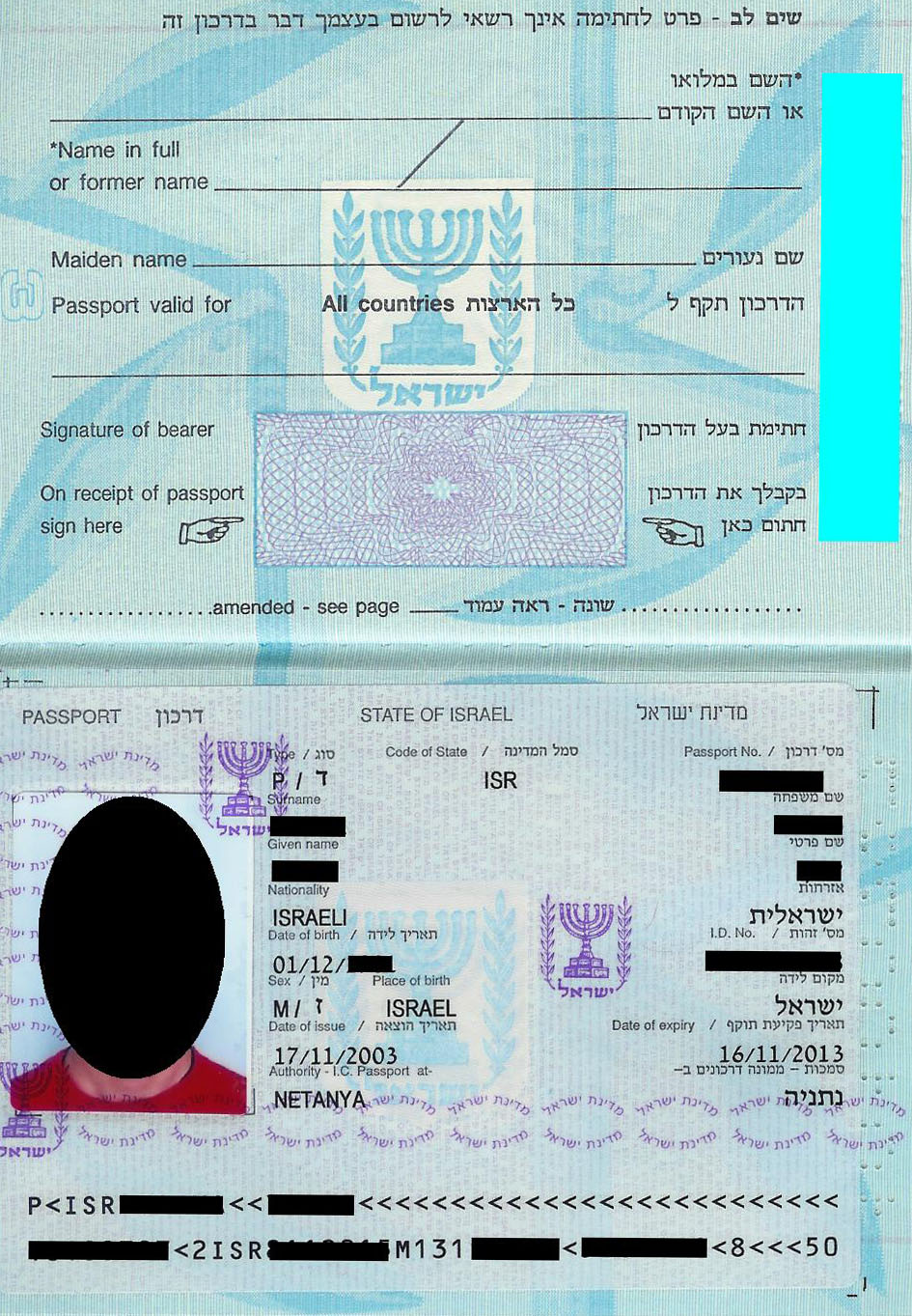
Израильский не биометрический международный паспорт. Вторая информационная страница.
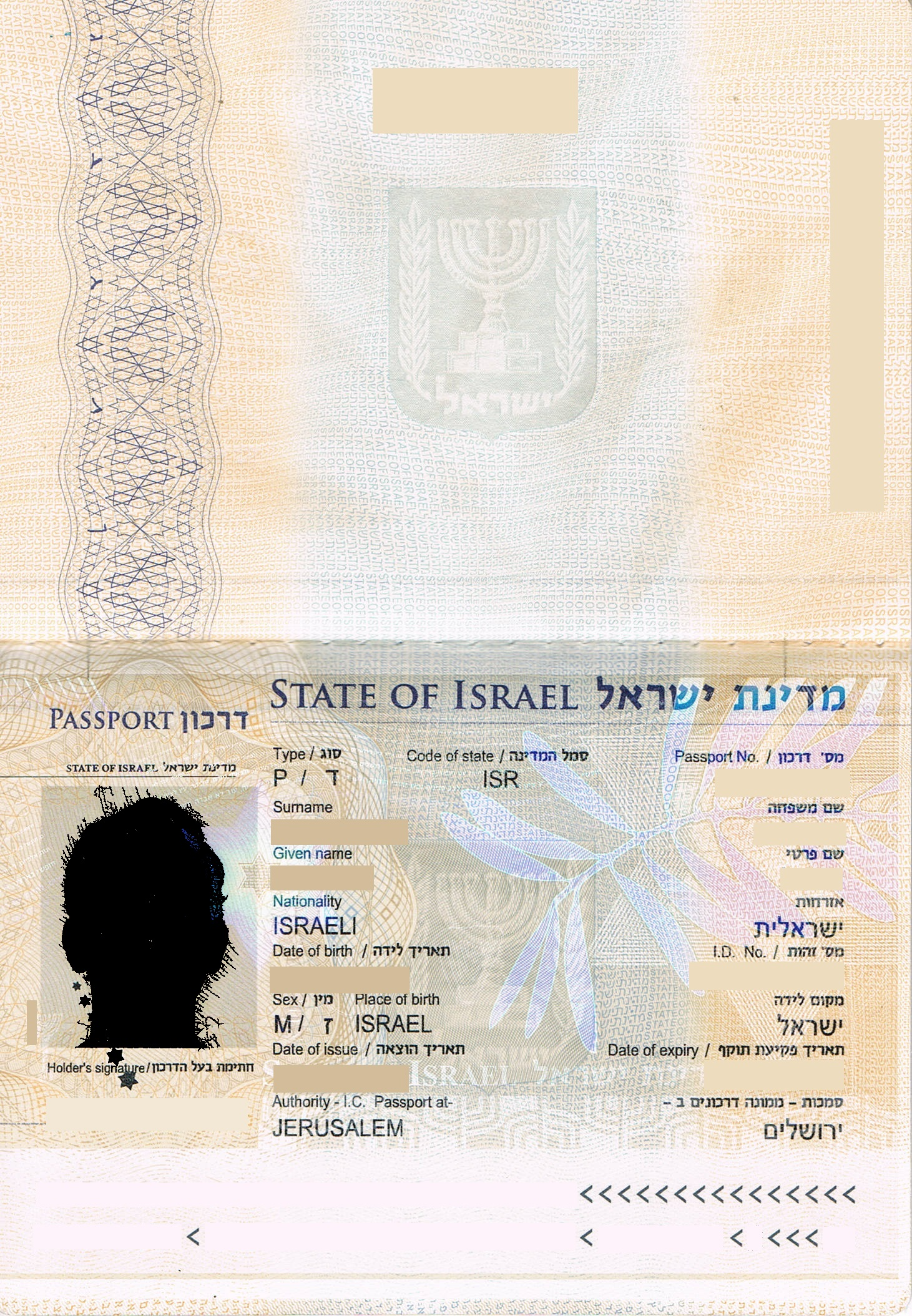
Израильский, биометрический, международный паспорт. Вторая — информационная страница.